# Cissus granulosa
Cissus granulosa är en vinväxtart som beskrevs av Ruiz & Pav.. Cissus granulosa ingår i släktet Cissus och familjen vinväxter. Inga underarter finns listade i Catalogue of Life.